# 弗拉赫湖
47°19′41″N 8°22′10″E / 47.32806°N 8.36944°E

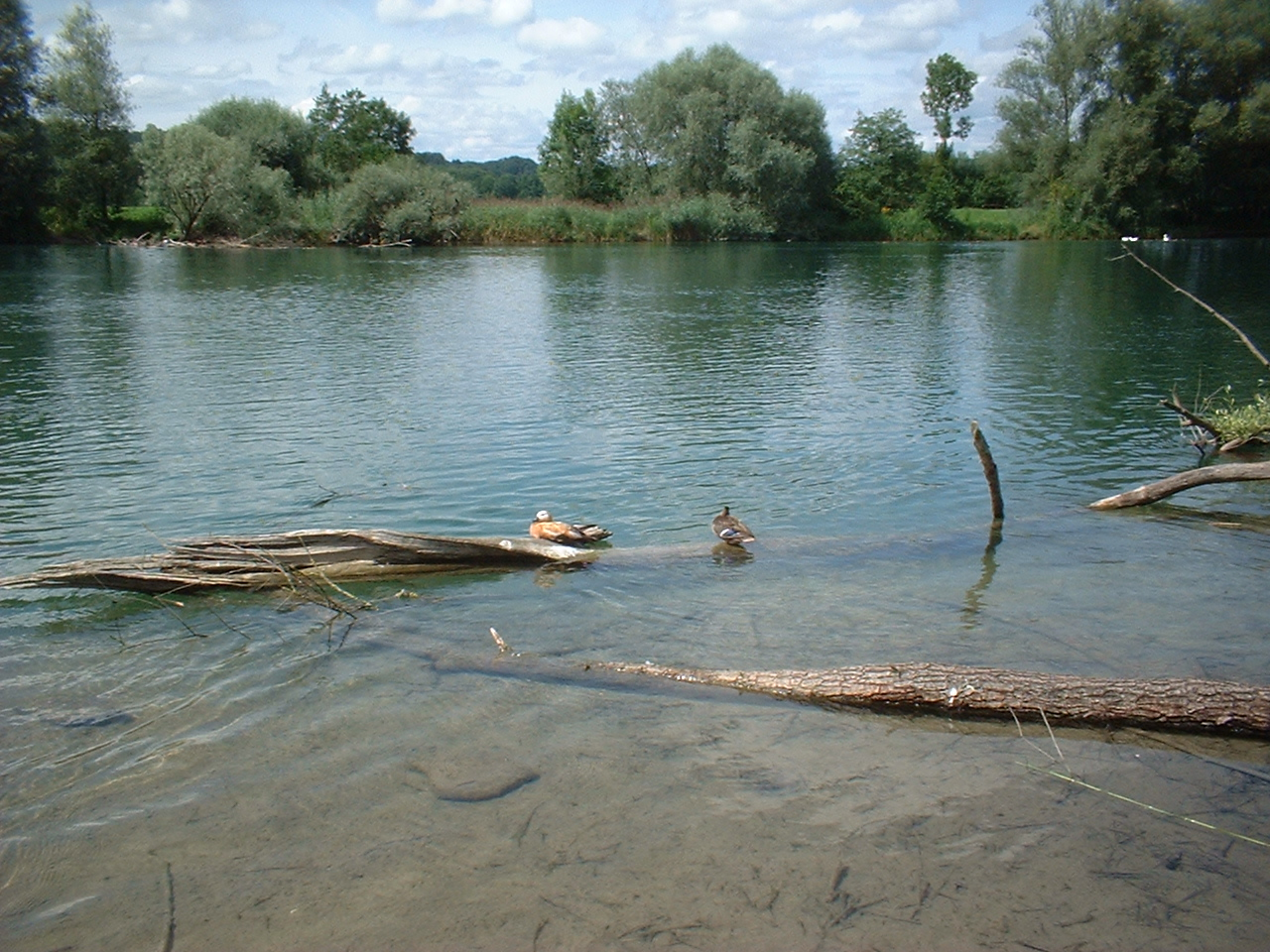

弗拉赫湖（Flachsee），是瑞士的人工湖泊，位於該國北部，由阿爾高州負責管轄，處於羅伊斯河，面積0.72平方公里，該湖泊海拔高度378米，最大水深7米。